# Hohenfelde (Steinburg)
 For alternative betydninger, se Hohenfelde. (Se også artikler, som begynder med Hohenfelde)
Hohenfelde er en by og kommune i det nordlige Tyskland, beliggende i Amt Horst-Herzhorn under Kreis Steinburg. Kreis Steinburg ligger i den sydvestlige del af delstaten Slesvig-Holsten.

## Geografi
Hohenfelde ligger på en udløber af Geesten mellem Hohenfelder-/Breitenburgermoor og Glindes-/Bokelsessermoor. Ud over Hohenfelde ligger landsbyerne og bebyggelserne Niederreihe, Dauenhof, Glindesmoor, Glindhof, Espe, Halenbrook, Helle, Hörn, Kirchmoor, Oberreihe, Taterbusch, Uhlenflucht og Wisch i Kommunen, Motorvejen A23, mellem Itzehoe og Elmshorn går gennem kommunen . Vandløbene Kremper Au og Horstgraben løber gennem kommunen. Der går en cykelrute mellem Hohenfelde og Horst.